# Паринов, Николай Васильевич
Николай Васильевич Паринов (род. 11 мая 1947, Таловая, Воронежская область) — российский политический деятель, депутат Государственной Думы ФС РФ первого созыва (1993—1995).

## Биография
Получил высшее образование по специальности «экономист» в Воронежском сельскохозяйственном институте. Работал на предприятии «Сельхозтехника» в должности инженера, управляющего отделом. С 1979 по 1991 год работал директором совхоза «Новонадежденский» в Аннинском районе Воронежской области. В 1991 году работал генеральным директором агрофирмы «Сад», преобразованной из колхоза «Новонадежденский».
В 1993 году избран депутатом Государственной думы Федерального Собрания Российской Федерации первого созыва от Аннинского одномандатного избирательного округа № 75 (Воронежская область). В Государственной думе был членом комитета по бюджету, налогам, банкам и финансам, входил в депутатскую группу «Россия».
В 2010 году работал в Торгово-промышленной палате Воронежской области председателем комитета по предпринимательству в агропромышленном комплексе.